# Mormaer von Moray
Der Mormaer oder die Mormaerschaft von Moray war eine Herrschaft in mittelalterlichem Schottland. Es wurde auf Moray, in Nordschottland zentriert. Hier ist eine Liste von Mormair (Mormaeren):
| Mormaeren von Moray                                 |                |
| Findláech mac Ruaidrí                               | vor 1014–1020  |
| Máel Coluim mac Máil Brigti                         | 1020–1029      |
| Gilla Coemgáin mac Máil Brigti                      | 1029–1032      |
| Mac Bethad mac Findláich                            | 1032–1057      |
| Lulach mac Gillai Coemgáin                          | 1057–1058      |
| Máel Snechtai mac Lulaich                           | 1058–1078/1085 |
| ?                                                   |                |
| Óengus                                              | ?–1130         |
| ? Uilleam mac Donnchada                             | 1130er–1147    |
| Annektiert (Krondomäne des Königreichs Schottland). |                |